# Croatian Juniors 2013
Das Croatian Juniors 2013 fand als bedeutendstes internationales Nachwuchsturnier von Kroatien im Badminton vom 4. bis zum 6. Oktober 2013 in Poreč statt.

## Sieger und Platzierte
| Disziplin    | Gold                             | Silber                       | Bronze                           |
| ------------ | -------------------------------- | ---------------------------- | -------------------------------- |
| Herreneinzel | Max Weißkirchen                  | Ramon Garrido                | Wolfgang Gnedt                   |
| Herreneinzel | Max Weißkirchen                  | Ramon Garrido                | David Peng                       |
| Dameneinzel  | Luise Heim                       | Yvonne Li                    | Maja Pavlinić                    |
| Dameneinzel  | Luise Heim                       | Yvonne Li                    | Dorotea Sutara                   |
| Herrendoppel | Johannes Pistorius Marvin Seidel | David Peng Max Weißkirchen   | Leon Seiwald Andrej Serov        |
| Herrendoppel | Johannes Pistorius Marvin Seidel | David Peng Max Weißkirchen   | Florian Kaminski Bennet Kohler   |
| Damendoppel  | Maja Pavlinić Dorotea Sutara     | Katarina Beton Ema Cizelj    | Moa Sjöö Sara-Louise Wittström   |
| Damendoppel  | Maja Pavlinić Dorotea Sutara     | Katarina Beton Ema Cizelj    | Haramara Gaitan Sabrina Solis    |
| Mixed        | Marvin Seidel Yvonne Li          | Jiri Louda Magdalena Lajdova | Sebastijan Miklič Katarina Beton |
| Mixed        | Marvin Seidel Yvonne Li          | Jiri Louda Magdalena Lajdova | Jan Hubáček Dominika Kurzova     |